# Leia Organa
Pour les articles homonymes, voir Leia (homonymie).
Personnage de fiction apparaissant dans
Star Wars.
La princesse Leia Organa d'Alderaan, plus simplement appelée Princesse Leia, est un personnage fictif de la saga Star Wars. Née sur Polis Massa, elle est la fille d'Anakin Skywalker et de Padmé Amidala et la sœur jumelle de Luke Skywalker.
Elle est l'un des personnages principaux dans les trois films de la trilogie originale, Un nouvel espoir, L'Empire contre-attaque et Le Retour du Jedi. Elle figure brièvement dans La Revanche des Sith, qui se passe chronologiquement avant, naissant dans l'une des dernières scènes du film. Dans les trois films de la troisième trilogie, Le Réveil de la Force, Les Derniers Jedi et L'Ascension de Skywalker, elle est générale de la Résistance qui lutte contre le Premier Ordre. Leia est aussi la mère de Ben Solo, l'enfant qu'elle a eu avec Han Solo, qui a basculé du côté obscur de la Force sous le nom de Kylo Ren.
En plus des films, Leia Organa apparaît dans les mises en romans de ces œuvres, ainsi que dans d'autres romans, dans des bandes-dessinées ou des jeux vidéo qui composent l'univers de Star Wars. Elle figure aussi dans des séries télévisées de cet univers, notamment Rebels et Obi-Wan Kenobi.

## Univers
L'univers de Star Wars se déroule dans une galaxie qui est le théâtre d'affrontements entre les Chevaliers Jedi et les Seigneurs noirs des Sith, personnes sensibles à la Force, un champ énergétique mystérieux leur procurant des pouvoirs psychiques. Les Jedi maîtrisent le Côté lumineux de la Force, pouvoir bénéfique et défensif, pour maintenir la paix dans la galaxie. Les Sith utilisent le Côté obscur, pouvoir nuisible et destructeur, pour leurs usages personnels et pour dominer la galaxie.
À la suite du rachat de la société Lucasfilm par The Walt Disney Company, tous les éléments racontés dans les produits dérivés datant d'avant le 26 avril 2014 ont été déclarés comme étant en dehors du canon et ont alors été regroupés sous l’appellation « Star Wars Légendes ».

## Histoire

### Univers commun

#### La Revanche des Sith
Enceinte des futurs Leia et Luke, Padmé Amidala essaie désespérément de maintenir son mari, le Jedi Anakin Skywalker, dans le Côté lumineux. Cependant Anakin choisit le Côté obscur et devient Dark Vador. Il étrangle Padmé sur Mustafar, la blessant grièvement. Le Jedi Obi-Wan Kenobi affronte et vainc Anakin, son élève, avant de conduire Padmé sur Polis Massa.
Une fois dans la base médicale de Polis Massa, Padmé donne naissance aux jumeaux Leia et Luke, avant de mourir. Obi-Wan et Yoda décident alors de cacher les enfants au maléfique Empire galactique. Leia grandit dans la famille royale d'Alderaan, tandis que Luke est confié à son oncle et à sa tante sur Tatooine,.

#### Un nouvel espoir
Le Tantive IV, vaisseau à bord duquel se trouve la princesse Leia, est capturé par un croiseur de l'Empire galactique. Alors que son vaisseau est en train d'être abordé, Leia parvient à enregistrer dans le droïde R2-D2 un appel à l'aide adressé au Jedi Obi-Wan Kenobi, qui est sur la planète proche Tatooine.
Alors qu'il est prévu de l'exécuter, Leia est libérée de l'Étoile de la mort par l'équipage du Faucon Millenium, venu à son secours. En effet, Luke Skywalker et Han Solo se déguisent en stormtroopers afin d'atteindre la cellule dans laquelle Leia est prisonnière. Leia, Luke, Han et Chewbacca fuient ensuite les forces impériales en se jetant dans un compacteur d'ordures. Grâce à l'aide de R2-D2, ils parviennent à sortir sains et saufs du compacteur d'ordure et se dirigent vers le Faucon Millenium. Obi-Wan Kenobi se sacrifie en affrontant Dark Vador tandis que Leia et les autres montent à bord du vaisseau.

#### L'Empire contre-attaque
Lorsque la base de l'Alliance rebelle sur Hoth est attaquée par l'Empire galactique, Leia supervise l'évacuation des forces rebelles. Elle ne peut pas quitter la planète à bord de son transporteur rebelle, et monte donc à bord du Faucon Millenium de Han Solo.

#### Le Retour du Jedi
Leia fait partie des rebelles qui partent sur la lune forestière d'Endor pour y désactiver le générateur de bouclier de la seconde Étoile de la mort. Durant la mission, Leia poursuit des éclaireurs qui pourraient révéler leur présence à l'Empire. Elle perd cependant la trace de ses amis. Leia rencontre alors le ewok Wicket, qui l'amène au village ewok de Bright Tree. Les ewoks y acceptent d'aider les rebelles contre la présence impériale.
Dans le village, Luke Skywalker a décidé de se rendre auprès de Dark Vador pour lui faire face. Avant cela, il révèle à Leia ce qu'il a appris de Yoda et d'Obi-Wan Kenobi : Luke et Leia sont tous deux les enfants de Dark Vador. Il lui explique que, s'il ne parvient pas à ramener leur père au Côté lumineux, elle sera le seul espoir des Jedi face à l'Empire.

### Univers officiel

#### EntreLa Revanche des SithetRogue One
Bail Organa élève la princesse Leia sans révéler son identité réelle, tandis qu'Alderaan soutient de plus en plus l'Alliance rebelle qui se forme en opposition à l'Empire. Leia est principalement élevée par la reine d'Alderaan, Breha Organa. Bail est en effet l'époux de Breha et donc le prince consort de la planète. Leia obtient alors le titre de princesse d'Alderaan. Elle deviendra ensuite sénatrice d'Alderaan à la place de son père adoptif, et poursuivra comme lui la participation à la rébellion grandissante.
Lors d'une des visites du moff Wilhuff Tarkin sur Alderaan, Leia, enfant, jette sur lui un ballon plein d'eau, ce qui l'irrite et déclenche une haine du militaire envers Alderaan et la princesse.
En 9 av. BY, Leia est enlevée par un certain Vect, embauché par l'inquisitrice Reva. Breha et Bail contactent le Jedi Obi-Wan Kenobi et lui demandent de les aider en sauvant Leia. Obi-Wan quitte donc sa cachette sur Tatooine pour ramener la princesse à Alderaan,.

#### Rogue One
Leia est sur Yavin 4 lorsqu'elle est chargée par le général Dodonna de se diriger vers Tatooine, avec l'amiral Raddus, pour y trouver l'ancien Jedi Obi-Wan Kenobi. Cependant, la bataille de Scarif éclate, et Leia et Raddus jugent qu'il est prioritaire de soutenir les rebelles en mission à Scarif. Ils se rendent donc sur Scarif. Leia est à bord du Tantive IV tandis que Raddus est à bord du Profundity,.

#### EntreLe Retour du JedietLe Réveil de la Force
Leia représente les rescapés d'Alderaan au Sénat de la Nouvelle République. Son nom est cité dans les épisodes 5 et 7 de la série Ahsoka, où elle accepte, en tant que présidente du Conseil de défense, de couvrir la générale Hera Syndulla, convoquée devant une commission sénatoriale présidée par la Chancelière Mon Mothma pour avoir désobéi aux ordres en venant en aide à Ahsoka Tano et Sabine Wren. L'ordre de mission est apporté durant la séance par le droïde protocolaire C-3PO, au service de la sénatrice Organa.

#### ÉpisodeVII
Leia Organa est devenue générale de la Résistance, qui affronte le Premier Ordre. Elle envoie le pilote Poe Dameron sur Jakku pour y récupérer un fragment de carte qui permettrait de retrouver Luke Skywalker.

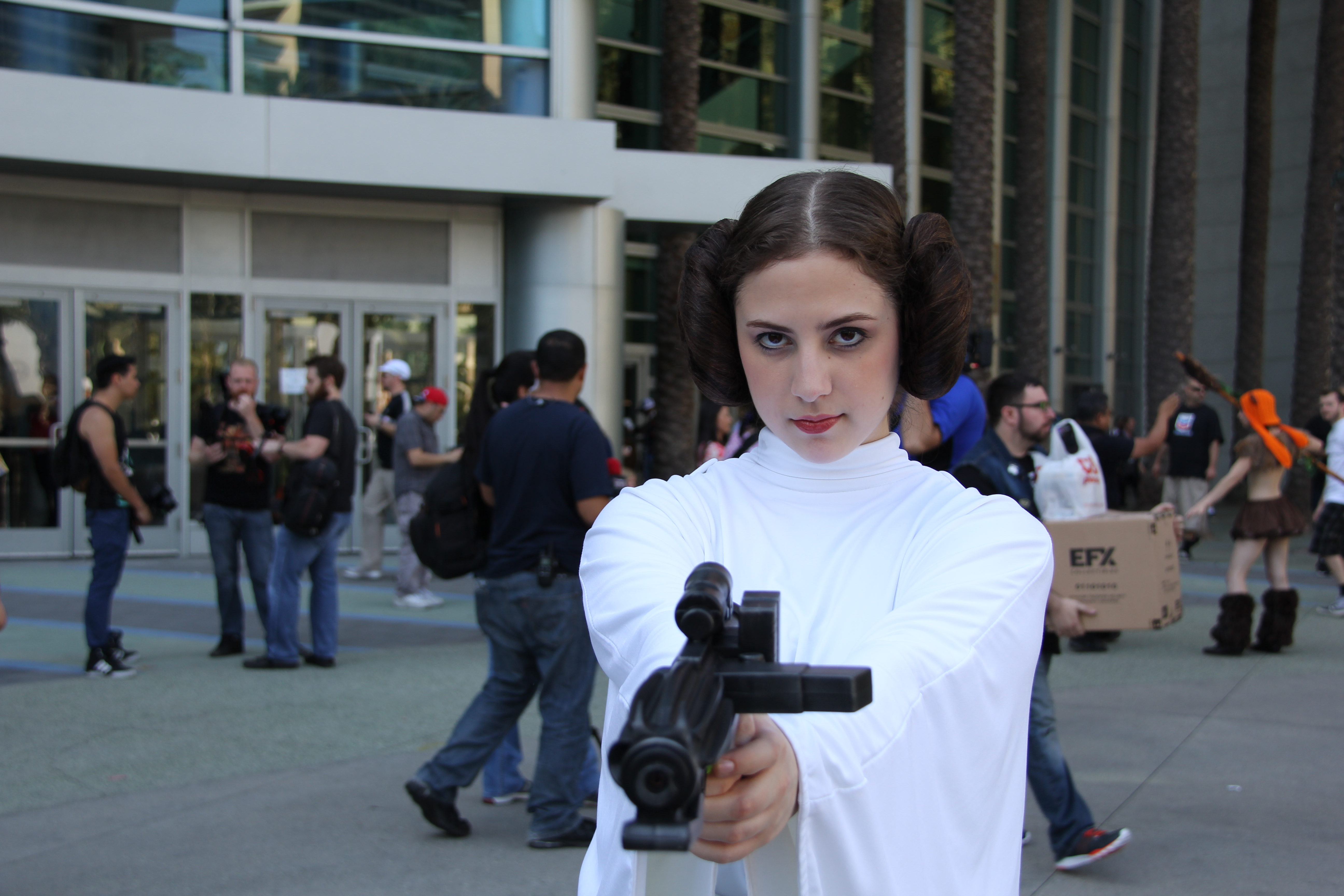
Cosplay de la jeune Leia Organa.

Leia est préoccupée par le sort du fils qu'elle a eu avec Han Solo, Ben Solo, devenu Kylo Ren après avoir basculé dans le Côté obscur. Elle demande à Han d'essayer de ramener leur fils du bon côté. Cependant, Han est tué par Kylo Ren.
Peu après la mort de Han, Leia rencontre la jeune résistante et future Jedi Rey.

#### ÉpisodeVIII
Lorsque des vaisseaux du Premier Ordre attaquent le cockpit du vaisseau à bord duquel est Leia, celle-ci se retrouve dans l'espace. Elle réussit cependant à utiliser miraculeusement la Force pour rejoindre le vaisseau et ainsi survivre à la destruction du cockpit,.

### UniversLégendes
À la suite du rachat de la société Lucasfilm par The Walt Disney Company, tous les éléments racontés dans les produits dérivés datant d'avant le 26 avril 2014 ont été déclarés comme étant en dehors du canon et ont été regroupés sous l’appellation « Star Wars Légendes ».

## Caractéristiques

### Personnalité
Elle a un fort caractère et ne se laisse pas faire; c'est une femme intelligente et déterminée. Elle peut aussi être timide, notamment quand Han a des soupçons sur la compassion qu'elle a pour lui et qu'elle préfère le nier dans l'épisode V jusqu'à l'avouer dans le suivant. Dans la cité des nuages elle s'est aussi montrée rancunière et prétentieuse avec Lando en lui disant qu'elle et son groupe n'ont pas besoin de lui ce qui n'a finalement pas été le cas. Et elle ne montre généralement aucune pitié envers ses ennemis, notamment quand elle tue Jabba avec ses chaînes de prisonnière malgré la présence de Luke, Han et Lando réunis. On peut noter que ce trait de caractère est inversé chez sa mère Padmé qui a épargné le vice-roi Nute Gunray car il était possible de le capturer et de l'envoyer au sénat.

### Costumes

#### Coiffures
La coiffure la plus connue et emblématique de la princesse Leia est sans doute les deux macarons qu'elle arbore lors de l'épisode IV, V et VI.

#### Bikini doré
Le bikini doré de la princesse Leia (anglais : Princess Leia's metal bikini) est une tenue portée par l'actrice Carrie Fisher dans Le Retour du Jedi en 1983. Quoique visible dans uniquement deux scènes, ce bikini est devenu culte et est régulièrement porté lors des rassemblements de fans. Cette scène est considérée comme l'exemple le plus frappant du regard masculin dans la série.

Habits attribués à Leia Organa
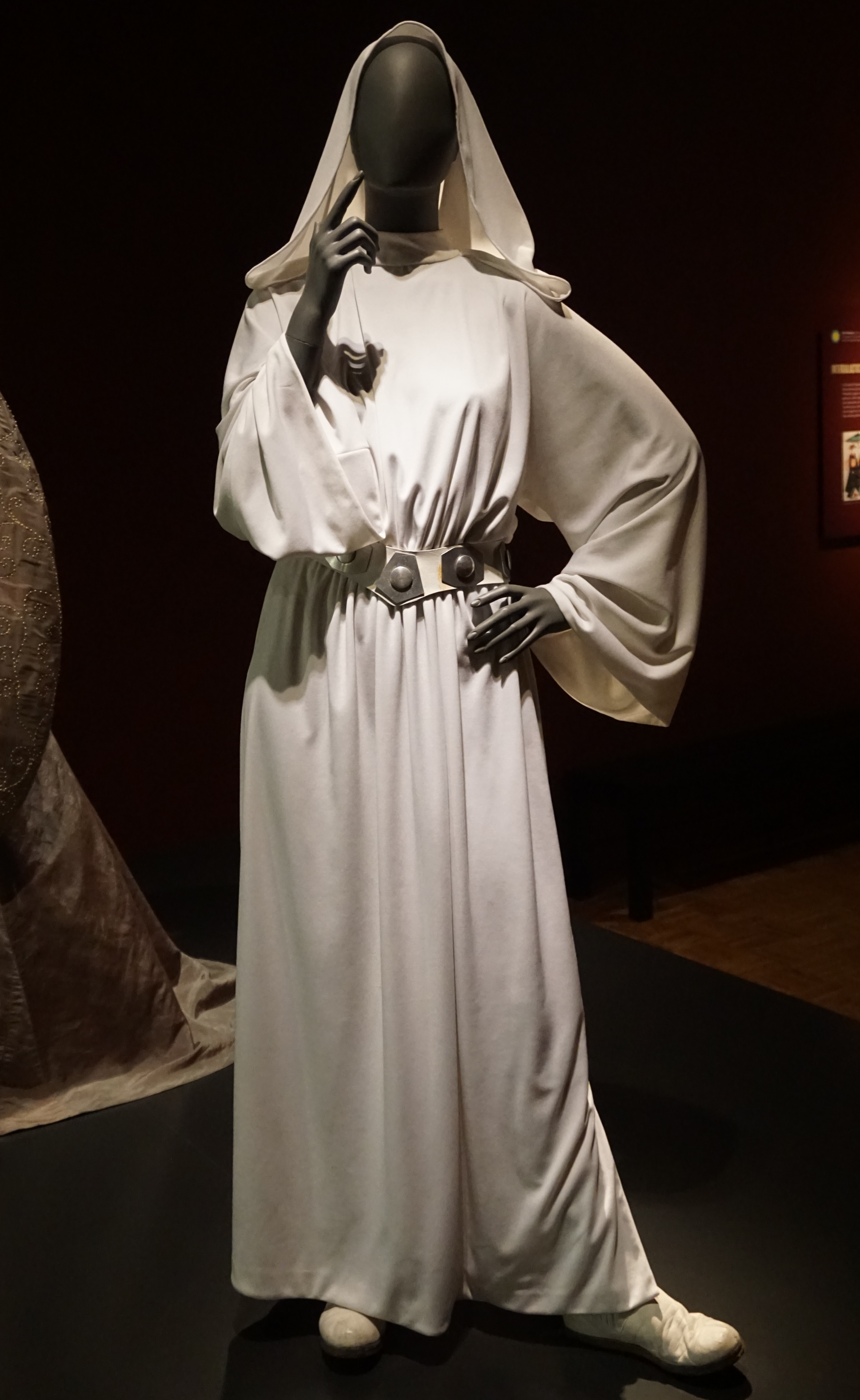
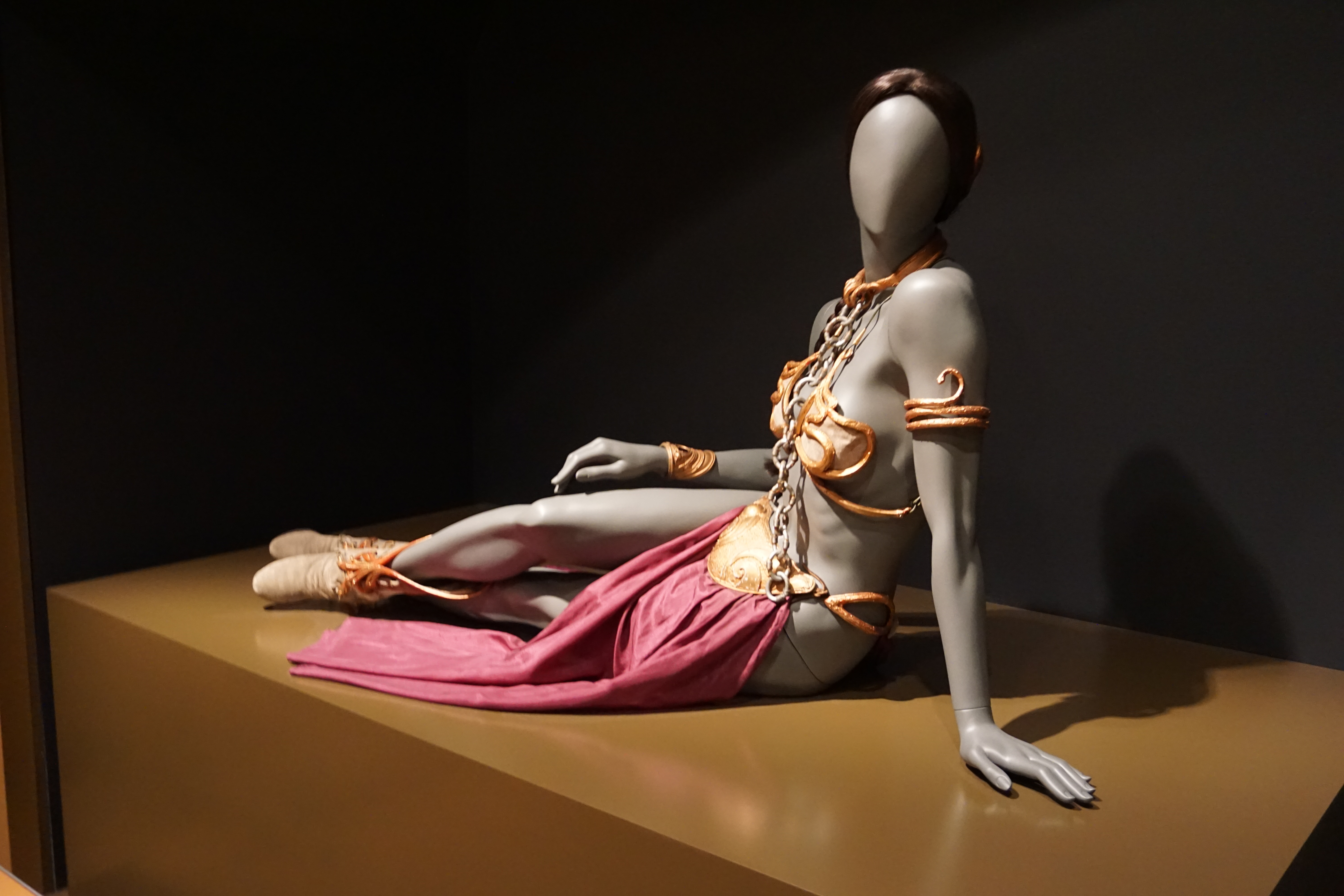
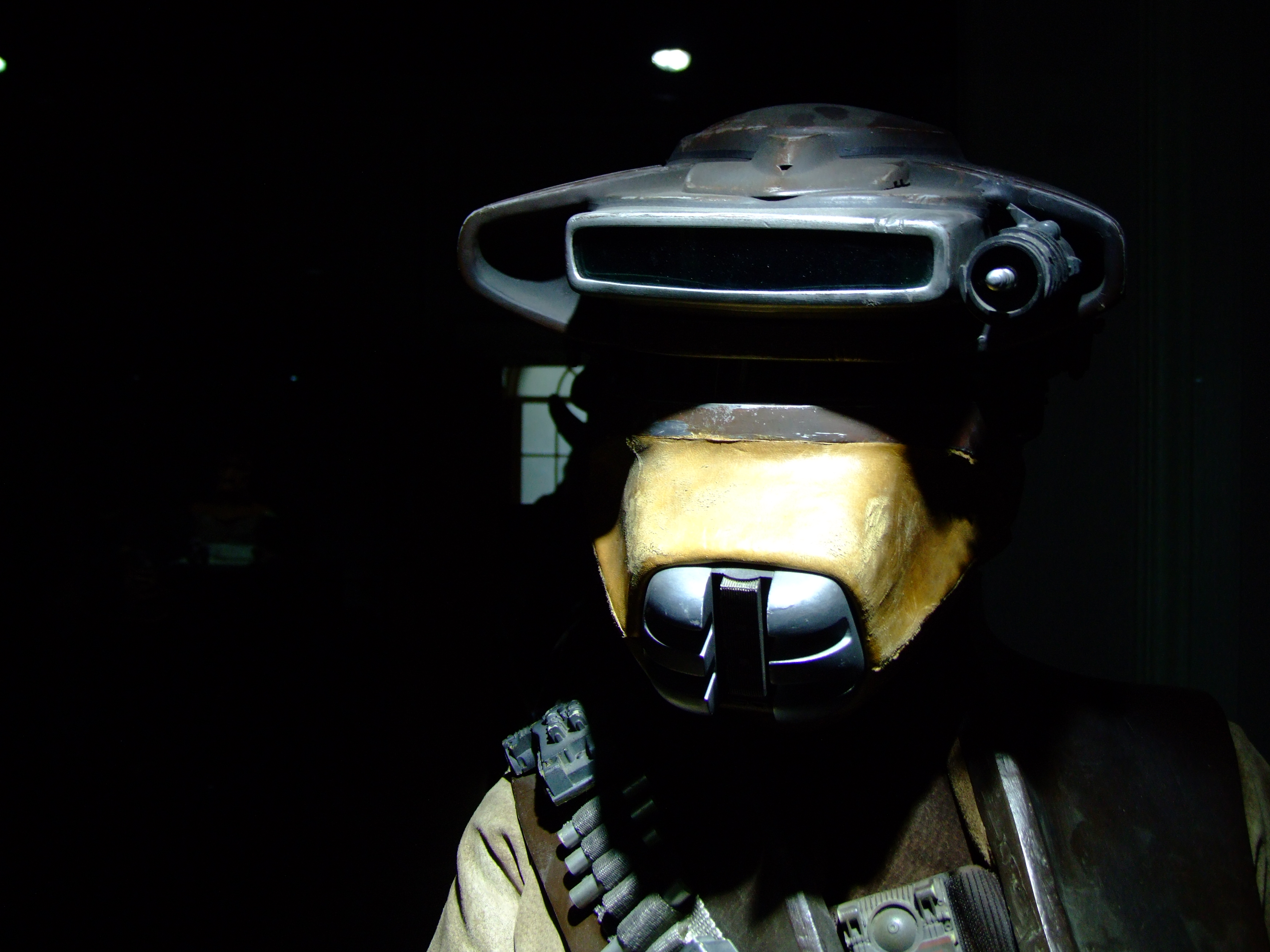

## Interprétation
Nouveau-né dans Star Wars, épisode III : La Revanche des Sith, le personnage est incarné par Aidan Barton (fils de Roger Barton, monteur du film). Le personnage de Leia est interprété par l'actrice américaine Carrie Fisher dans le reste de la saga. Son jeu dans le trio de tête de la saga originelle avec Harrison Ford et Mark Hamill suit le registre des blagues incessantes d'adolescents enjoués, contribuant considérablement à détendre l'atmosphère par un humour de confrontation.
Cet aspect est réduit dans la prélogie, mais se retrouve notamment dans le duo Anakin / Obi-Wan et la présence du personnage de Jar Jar Binks (dans l'épisode I, car réduit à un personnage secondaire dans les films suivants).
L'humour incombe au jeu des acteurs eux-mêmes, le réalisateur s'étant peu impliqué sur la direction des acteurs pour l'épisode IV. Certaines répliques étaient d'ailleurs directement inspirées par les acteurs eux-mêmes pour étayer ce genre de dialogue entre leurs personnages dans les coursives du Faucon Millenium. Ainsi, dans l'épisode V, face aux problèmes techniques du Faucon, elle propose à Han : « Vous voulez peut-être que je descende pour pousser ? »
En version française, Carrie Fisher est doublée par Évelyn Séléna dans la trilogie originale puis par Béatrice Delfe pour la troisième trilogie. Le personnage de Leia est doublé par Barbara Tissier dans Rogue One, Rebels et Forces du Destin.

## Concept et création
En mars 1975, constatant que le scénario de ce qui sera le premier épisode de la trilogie originelle ne contient quasiment aucune femme, George Lucas envisage un temps de changer le sexe de son héros principal, Luke Skywalker. Cette idée ne tient que deux mois, mais cela exprime l'ambivalence du personnage de Leia, « garçon manqué au sens littéral et pourtant dérivé des princesses traditionnelles ». Elle deviendra donc la sœur jumelle de Luke et en quelque sorte son « reflet inversé » ; en effet, élevée dans une famille d'un sénateur aristocrate, elle est déterminée, débrouillarde et aventureuse, là où son frère, qui a grandi chez ses oncles fermiers, se montre gauche et timide.

### Mort de Carrie Fisher
En décembre 2016, Carrie Fisher, l'actrice de Leia, meurt. Elle a déjà tourné toutes ses scènes pour Les Derniers Jedi, prévu pour décembre 2017. Une réunion en janvier 2017 est donc organisée au sein de Lucasfilm pour traiter la question d'éventuels changements concernant le scénario des Derniers Jedi, qui pourrait être modifié pour y inclure la mort de Leia Organa, ainsi que de la présence du personnage dans le neuvième film de la saga le cas échéant. En effet, en cas d'apparition de Leia dans le neuvième film, il faudrait recourir à une autre actrice ou à des images de synthèse.
Rian Johnson et Kathleen Kennedy décident de ne pas changer pour autant le scénario du film, alors qu'ils pourraient choisir de proposer une fin pour le personnage dans Les Derniers Jedi. Ils auraient notamment pu modifier la scène dans laquelle Leia utilise la Force et préférer expliquer sa mort par cette scène, durant laquelle Leia semble sur le point de mourir. Rian Johnson explique que, selon lui, J. J. Abrams, le réalisateur du neuvième épisode, trouvera bien une solution pour mettre en scène la fin de Leia Organa dans son film,,.
Pour L'Ascension de Skywalker, l'équipe de post-production reprend des scènes inutilisées dans Le Réveil de la Force et y récupère le personnage de Leia. Sa coiffure et ses habits sont modifiés. L'Ascension de Skywalker comprend ainsi le personnage de Leia malgré la mort de Carrie Fisher avant le tournage de scènes pour le film.